# UEFA Euro 2012 (videogioco)
UEFA Euro 2012 è un videogioco della popolare serie calcistica FIFA di Electronic Arts, dedicato ai Campionati europei di calcio 2012.
È stato pubblicato in Europa il 24 aprile 2012. È stato pubblicato solamente tramite DLC per FIFA 12.

## Caratteristiche principali
L'espansione offre una nuovissima modalità di gioco (simile alla modalità World Tour di FIFA Street 4), dove si può creare una squadra personalizzata per competere contro le nazioni europee. Il gioco include tutte le 53 nazioni aderenti UEFA, anche se 24 di loro sono senza licenza. L'utente può giocare una versione completa della fase finale di UEFA Euro 2012, ma non è presente la fase di qualificazione. Tutti gli 8 stadi ufficiali del torneo sono inclusi nel gioco.

## Squadre
24 squadre (tra cui l'Ucraina, paese ospitante della manifestazione) non hanno la licenza, con giocatori aventi il nome e il cognome fittizio.
- Albania
- Andorra
- Armenia
- Azerbaigian
- Bielorussia
- Bosnia ed Erzegovina
- Estonia
- Galles
- Georgia
- Islanda
- Fær Øer
- Kazakistan
- Lettonia
- Liechtenstein
- Lituania
- Lussemburgo
- Macedonia del Nord
- Malta
- Moldavia
- Montenegro
- San Marino
- Serbia
- Slovacchia
- Ucraina